# Šuľa
Šuľa es un municipio del distrito de Veľký Krtíš en la región de Banská Bystrica, Eslovaquia, con una población estimada a final del año 2024 de 73 habitantes.
Se encuentra ubicado al suroeste de la región, en la cuenca hidrográfica del río Ipoly —un afluente izquierdo del Danubio— y cerca de la frontera con la región de Nitra y con Hungría.

## Demografía
| Año        | 1994 | 2004    | 2014     | 2024    |
| ---------- | ---- | ------- | -------- | ------- |
| Población  | 87   | 89      | 76       | 73      |
| Diferencia |      | +2,29 % | −14,60 % | −3,94 % |

| Año        | 2023 | 2024    |
| ---------- | ---- | ------- |
| Población  | 74   | 73      |
| Diferencia |      | −1,35 % |